# Brideville Football Club
Dernière mise à jour : 8 novembre 2009.
Brideville Football Club est un ancien club de football Irlandais basé à Dublin. Il joue dans le championnat d'Irlande de football entre 1924 et 1932 puis entre 1935 et 1943 pour disparaitre après une dernière année de participation en 1945. Le club joue ses premiers matchs à Richmond Park dans le quartier d’Inchicore avant de déménager vers le Harolds Cross Greyhound Stadium en 1929. Brideville n’a jamais remporté le moindre trophée en sénior mais s’est qualifié deux fois pour la finale de la Coupe d’Irlande de football. Le club perd les deux matchs, le premier 1-0 contre Drumcondra FC alors qu’il est largement favori, le second en 1930 contre les Shamrock Rovers.
Brideville FC remporte la toute première Coupe d'Irlande Junior en 1925. 

## Palmarès
- Coupe d'Irlande de football
  - Finaliste en 1927 et 1930

### Records
- La plus grande victoire du club se déroule le 16 février 1936 contre les Bray Unknowns : 7-0
- La plus grande défaite du club se déroule à domicile le 16 décembre 1944 contre Cork United : 0-9
- Le meilleur buteur du club en championnat d’Irlande est Charlie Reid avec 27 buts